# Федеральное уголовное преследование Дональда Трампа по делу о нарушении правил обращения с секретными документами
Соединенные Штаты против Дональда Дж. Трампа — дело  против Дональда Трампа, находящееся на рассмотрении федерального суда США. Семь обвинений в нарушении правил обращения с секретными документами после завершения срока президентства были предъявлены Трампу 8 июня 2023 года в Окружном суде Южного округа Флориды (Майами).
Это второе уголовное дело против Трампа. В марте 2023 года ему было предъявлено обвинение в суде штата Нью-Йорк в фальсификации деловых документов в связи со скандалом со Сторми Дэниелс. 
Это первый случай в истории США, когда бывшему президенту предъявлено обвинение по федеральным обвинениям.
15 июля 2024 года судья Эйлин Кэннон закрыла дело, постановив, что назначение специального прокурора Джека Смита было неконституционным. Джек Смит оспаривал это решение, однако в конечном итоге 25 ноября 2024 года написал ходатайство о снятии всех обвинений с Трампа.